# جون د. روبرتس
جون د. روبرتس (بالإنجليزية: John D. Roberts) هو كاتب وكيميائي أمريكي، ولد في 8 يونيو 1918 في لوس أنجلوس في الولايات المتحدة، وتوفي في 29 أكتوبر 2016 في باسادينا في الولايات المتحدة.

## وصلات خارجية
- جون د. روبرتس على موقع إن إن دي بي (الإنجليزية)